# Toronto (Iowa)
Toronto – miasto w Stanach Zjednoczonych, w stanie Iowa, w hrabstwie Clinton. Zgodnie ze spisem statystycznym z 2000 roku, miasto liczyło 134 mieszkańców.